# Helligåndskirken (Slagelse)
 For alternative betydninger, se Helligåndskirken. (Se også artikler, som begynder med Helligåndskirken)
Helligåndskirken, eller Slagelse Hospitalskirke, er en kirke til beboerne på Slagelse kloster. Der har været et helligåndshus, og måske også en helligåndskirke siden senmiddelalderen, men den nye bygning er opført i 1864-1865. Kirken er en del af det fredede firefløjede anlæg Slagelse Hospital, der kan spores tilbage til 1372.
Kirken ligger på Bredegade 7A og er tilknyttet Sankt Peder Sogn. Den har 150 siddepladser.

## Historie
Helligåndshuset nævnes første gang i 1372, da en borger i Slagelse ved navn Knud Nielsen skænkede en gård til præsten i Bredegade. I 1498 omtales det direkte at det har været et kapel. En række forstandere fra middelalderen nævnes ved navn i kilderne.
I 1541 blev Skt. Jørgensgården uden for byen lagt sammen med helligåndshuset, og i 1580 blev også Antvorskov underlagt det. Kong Frederik II skænkede det kongetiende af 25 sogne fra Sorø og Holbæk amter i 1582, og i 1585 skabte han en fundats for helligåndshuset/hospitalet. Fundatsen blev opdateret i 1751, men gælder stadigvæk. I løbet af tiden beskæftigede helligåndshuset sig mindre med syge, og mere med fattige og ældre mennesker, og det er denne rolle den spiller i dag, som en del af Slagelse kloster, der er hjem til pensionerede.
Selve bygningen er opført i 1864-1865 af etatsråd H. Chr. Hansen, på kampestensfundamentet fra ældre senmiddelalderlige kirke.